# Thomas Berry
Thomas Berry (ur. 9 listopada 1914 w Greensboro, zm. 1 czerwca 2009 tamże) – amerykański ksiądz katolicki, historyk kultury i znawca religii świata, zwłaszcza azjatyckich. Studiował również historię ziemi i ewolucję.

## Poglądy
Nie chciał być nazywanym teologiem bądź ekoteologiem, uznając te określenia na zbyt wąskie i nie opisujące jego studiów kulturoznawczych na temat religii. W odpowiedzi na narastający kryzys ekologiczny i klimatyczny w 1978 zaproponował potrzebę stworzenia „nowej historii” ewolucji. W swoim eseju zasugerował, że głębokie zrozumienie historii oraz funkcjonowania wciąż ewoluującego wszechświata jest niezbędną inspiracją, oraz przewodnikiem dla skutecznego funkcjonowania ludzi zarówno jako jednostek, jak i gatunku.
Używał słowa „inscendencja” w odniesieniu do ludzkiej relacji z naturą.